# Channallabes sanghaensis
Channallabes sanghaensis is een straalvinnige vissensoort uit de familie van de kieuwzakmeervallen (Clariidae). De wetenschappelijke naam van de soort is voor het eerst geldig gepubliceerd in 2007 door Devaere, Adriaens & Verraes.